# Vismeel

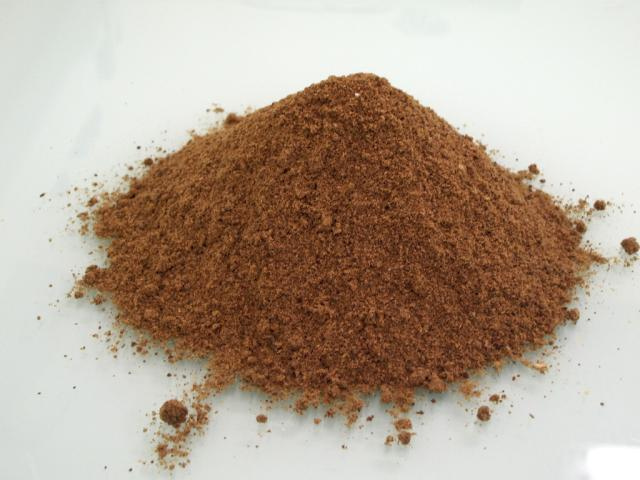
Vismeelpoeder

Vismeel is een commercieel product dat gemaakt wordt van in het wild gevangen vis, bijvangst en visbijproducten om vee te voeren, zoals varkens, pluimvee en kweekvis. Omdat vismeel veel calorieën bevat en goedkoop te produceren is, heeft het een belangrijke rol gespeeld bij de groei van de intensieve veehouderij en het aantal dieren dat gefokt en gevoed kan worden. 
Vismeel is verkrijgbaar in de vorm van poeder of pellets. Deze vorm wordt verkregen door de vis of visresten te drogen en vervolgens te vermalen. Als de gebruikte vis een vette vis is, wordt deze eerst geperst om het grootste deel van de visolie eruit te halen. 

## Milieu-impact
De productie van vismeel draagt aanzienlijk bij aan overbevissing. In sommige delen van de wereld, zoals West-Afrika, is grote toename in de productie van vismeel geweest, wat op zijn beurt de lokale visserij schaadt.  